# Хронологія російського вторгнення в Україну (жовтень 2024)
Ця стаття є частиною хронології повномасштабного російського вторгнення в Україну з 24 лютого 2022 року, яка є частиною хронології російської збройної агресії проти України з 2014 року.
Про події попереднього місяця — див. у статті Хронологія російського вторгнення в Україну (вересень 2024).

## 1-10 жовтня

### 1 жовтня
Протягом доби ЗС РФ втратили 1370 солдатів, 33 артилерійські системи і 44 бойові броньовані машини. За російян, ЗС РФ увійшли в західну частину Вугледара в Донецькій області. Губернатор Вадим Філашкін повідомив, що російська армія увійшла в центральну частину міста, але бої тривали. Решта 107 цивільних осіб, включаючи дітей, були евакуйовані з міста, оскільки надання гуманітарної допомоги було майже неможливим. 

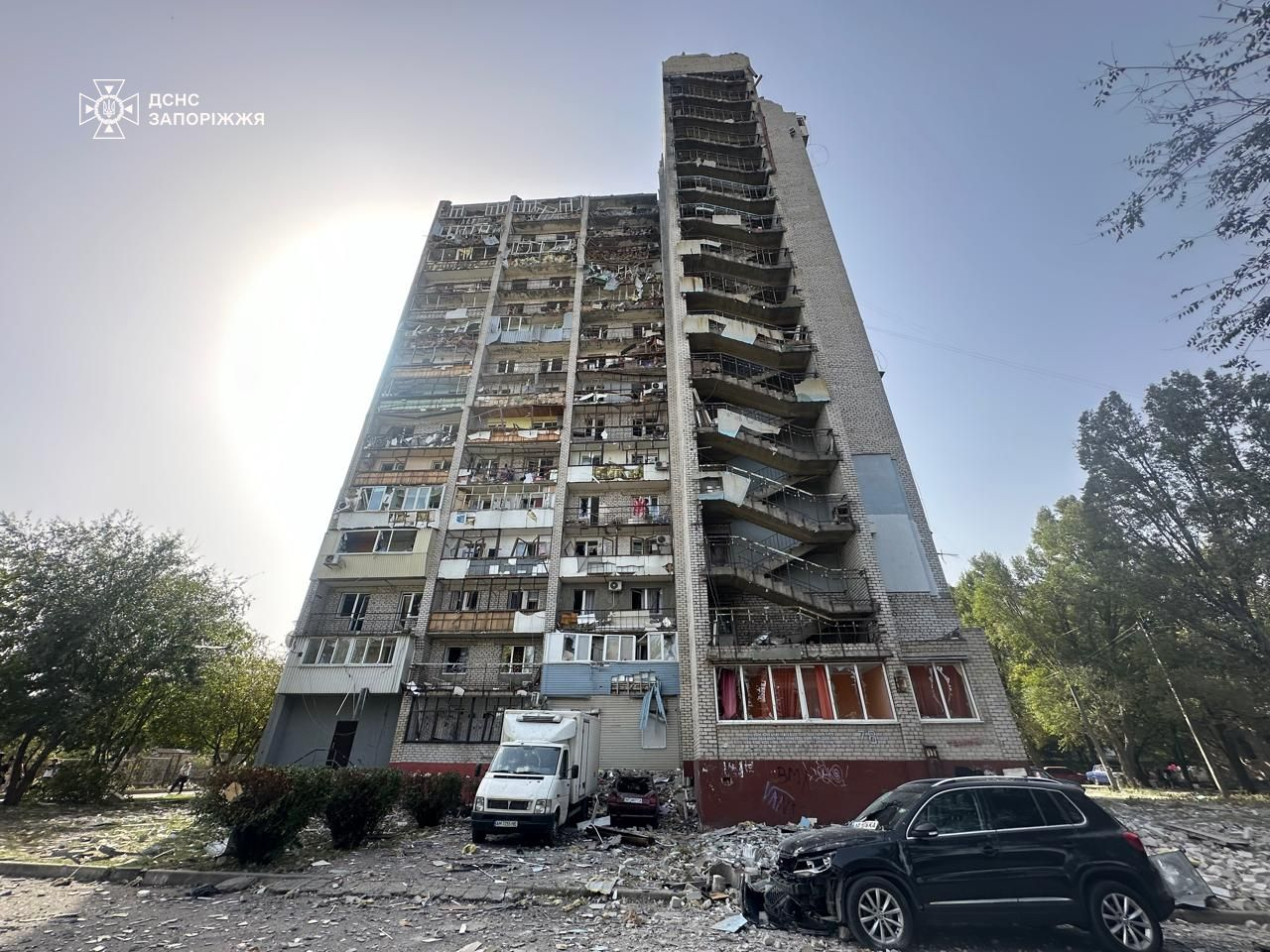
Пошкоджений будинок у Запоріжжі

ЗС РФ намагалися зайняти позиції на Запорізькому напрямку, накопичували сили в районі населених пунктів Приютне та Роботине. ЗС РФ просунулися поблизу Вовчанська, Кремінної, Торецького, Покровська та Вугледара.
Зранку щонайменше шестеро людей загинули і троє отримали поранення в результаті обстрілу російською артилерією ринку і зупинки громадського транспорту в центрі Херсона. Атака сталася під час загальнонаціональної хвилини мовчання в пам'ять про українських солдатів, які загинули в День захисника України.

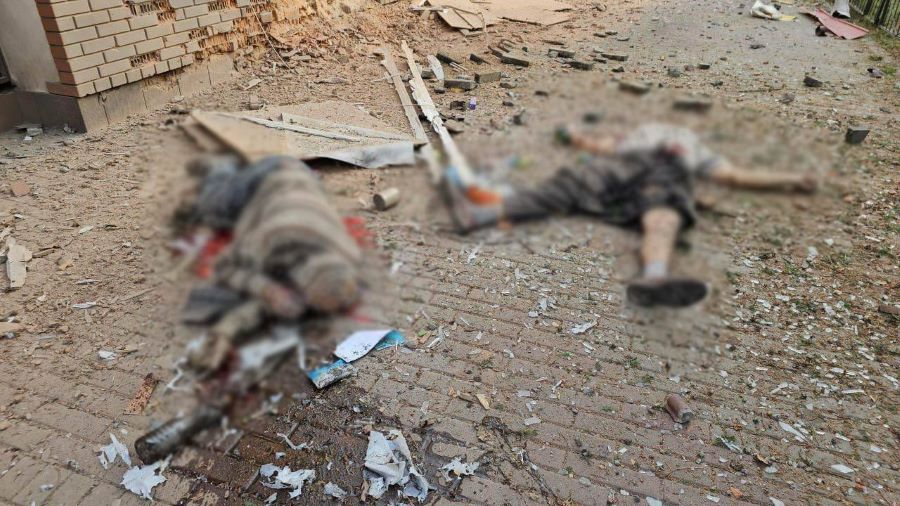
Вбиті в Херсоні після влучання ракети по центру міста

ЗС РФ атакували Запоріжжя, одна людина загинула і 24 отримали поранення, в тому числі троє дітей у віці 9, 10 і 12 років. Росія випустила щонайменше шість керованих авіабомб, пошкодивши житлові будинки. ЗС РФ атакували підстанцію, підключену до Запорізької атомної електростанції, і перерізали лінії електропередач до об'єкта.
На 2-му Міжнародному форумі оборонної промисловості України Президент Володимир Зеленський заявив, що за два роки виробництво боєприпасів в Україні суттєво зросло, а балістична ракета, розроблена та вироблена в Україні, пройшла випробування. Україна може виробляти 4 мільйони безпілотників на рік і законтрактувала 1,5 мільйона. Країна також виробляє 15-20 гаубиць 2С22 «Богдана» на місяць.
Міністр оборони Естонії Ханно Певкур заявив, що Естонія планує введення безпрецедентного податку на безпеку. Естонія збільшить витрати на оборону і допомогу Україні. Законодавство передбачає введення 2 % податку на прибуток фізичних та юридичних осіб з 1 січня 2026 року та збільшення ПДВ з 22 % до 24 % з липня 2025 року. Рішення діятиме до кінця 2028 року.
Генеральна прокуратура України звинуватила російську армію у розстрілі 16 військовополонених під Покровськом Донецької області, що стало найбільшим зафіксованим випадком масової страти солдатів, які здалися в полон на полі бою.
Колишній прем'єр-міністр Нідерландів Марк Рютте офіційно вступив на посаду Генерального секретаря НАТО і заявив, що Україна є пріоритетом для просування в майбутньому. НАТО має забезпечити перемогу України у війні як суверенної, незалежної та демократичної держави-члена НАТО і зміцнити колективну оборону.
Румунський парламент схвалив пропозицію президента Клауса Йоганніса щодо створення у країні навчального центру для підготовки українських морських піхотинців

### 2 жовтня

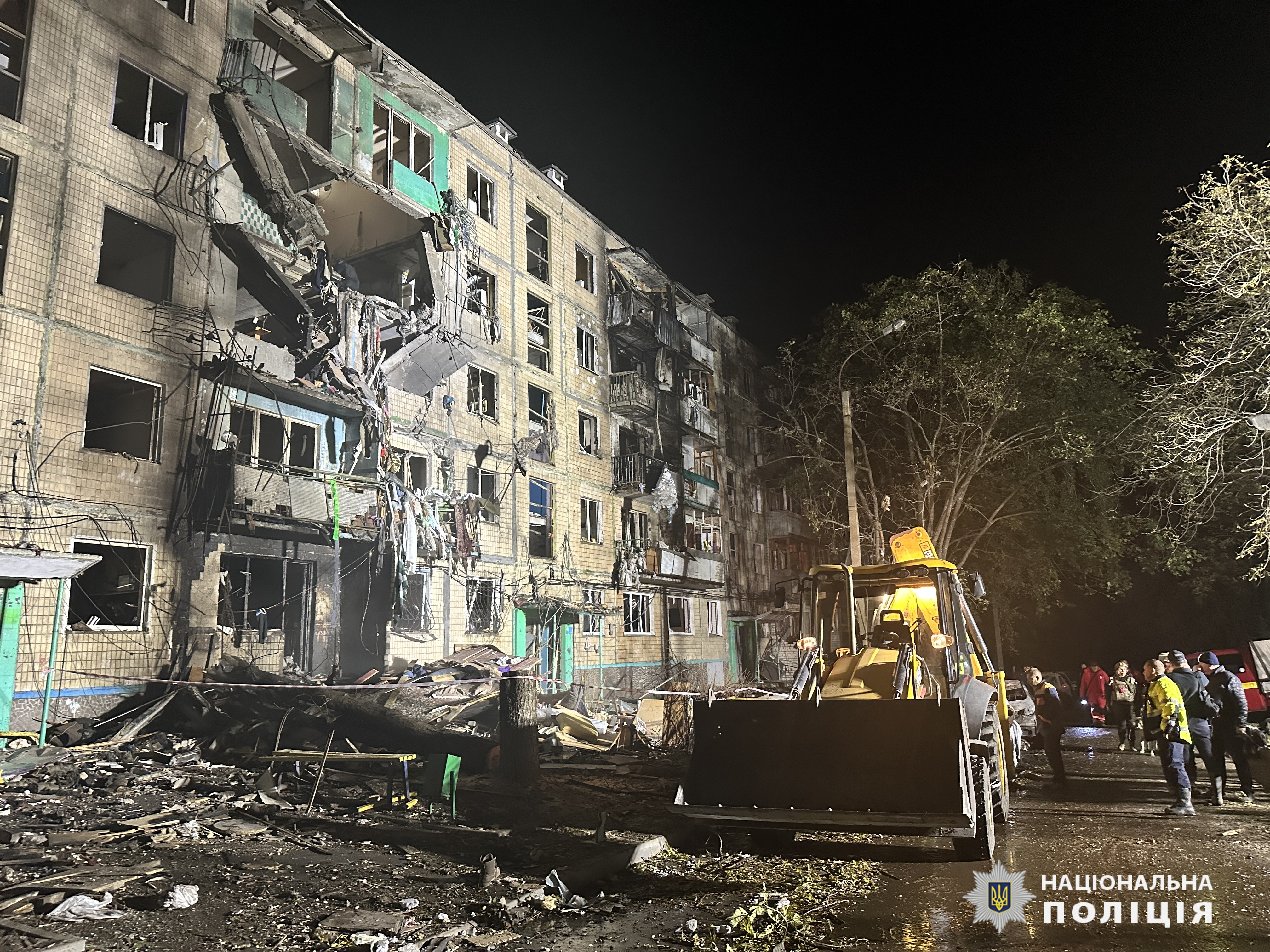
Житловий будинок у Харкові після вечірнього російського бомбардування; 12 людей отримали поранення

ЗСУ вийшли зі зруйнованого міста Вугледар Донецької області, оскільки в іншому випадку вони ризикували потрапити в оточення. За даними ISW, продовжилилися бої в Курській області. Російські війська просунулися в районі Сватового, Сіверська і Вугледара, а також на схід і південний схід від Покровська.
ЗС РФ атакували на Харківському, Куп'янському, Лиманському, Сіверському, Краматорському, Торецькому, Покровському, Курахівському, Артемівському та Запорізькому напрямках, відбулося 142 бойових зіткнення, ЗС РФ здійснили 69 авіаударів та 132 обстріли. ЗСУ завдали ударів по чотирьох зенітних комплексах, трьох місцях зосередження, артилерійському підрозділу та двох складах боєприпасів окупантів.
Американська компанія AeroVironment підписала угоду з українською компанією щодо локалізації виробництва дронів-камікадзе Switchblade 600.

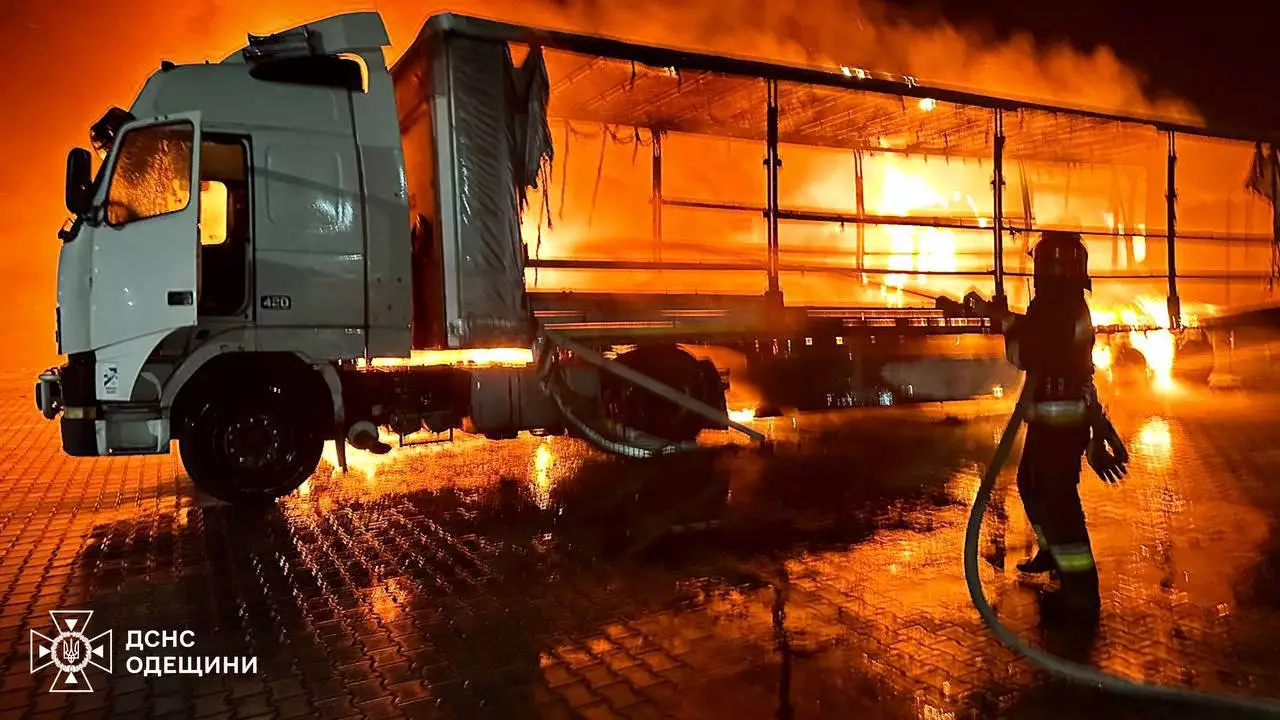
Пожежа в районі Ізмаїла після російської атаки; двох людей поранено. 2 жовтня 2024 року

ЗС РФ атакували Україну вночі, використовуючи 32 безпілотники Shahed 136/131, запущені з Приморсько-Ахтарська та Курська. Українська ППО оборона знищила 11 безпілотників над Кіровоградською, Одеською та Сумською областями, ще чотири полетіли в бік Росії і 10 були втрачені в північних і центральних регіонах України. В Одеській області стався вибух, в Сумській області безпілотники атакували об'єкти критичної інфраструктури в Шосткинському районі, кілька громад були знеструмлені.
В результаті російської атаки з використанням КАБ на 5-поверховий житловий будинок у Харкові вночі було поранено щонайменше 12 осіб, у тому числі 3-річну дитину. Авіаудар спричинив пожежу, яка перекинулася на автомобілі. У прилеглих будинках було вибито сотні вікон і зникла електрика. Вночі Росія випустила п'ять керованих авіабомб по місту та його околицях.
В Бердянську підірвали суддю Віталія Ломейка, якого звинувачують у співпраці з російськими силами. Українська розвідка здійснила кібератаку на російський фінансовий сектор, включаючи російські банки «Альфа-Банк» і «Відкриття», а також «Ростелеком», найбільшого російського постачальника цифрових послуг. Атака спричинила збій у платіжній системі, зупинивши роботу мобільних додатків і систем онлайн-банкінгу банків, а також внутрішніх сервісів фінансових установ.
Президент Зеленський знову звернувся до західної спільноти із закликом дозволити Україні використовувати західну далекобійну зброю проти військових цілей у глибині російської території.
Президент РФ Путін підписав закон, що дозволяє фігурантам кримінальних справ уникнути кримінального переслідування, якщо вони підуть на військову службу. Закон дозволяє проходити військову службу обвинуваченим, справи яких розглядалися в суді першої інстанції під час мобілізації або війни. Закон дозволив звільнити від переслідування обвинувачених, які вже були мобілізовані або підписали контракт з Міністерством оборони Росії. Кримінальне провадження щодо цих осіб буде припинено, а запобіжний захід скасовано на час проходження служби. Аналогічна процедура застосовувалася до засуджених, чиї вироки були винесені, але не вступили в законну силу, в тому числі під час апеляційного провадження. Обвинувачені повністю звільнялися від кримінальної відповідальності у разі нагородження державною нагородою або звільнення з військової служби за віком, станом здоров'я чи закінченням мобілізації.

### 3 жовтня
ЗС РФ втратили 1150 військових, з початку вторгнення втрати склали 656 тисяч солдатів. ЗС РФ продовжили атакувати села в Курській області навіть тоді, коли там не було українських військ. Вночі ЗС РФ атакували Україну 105 безпілотниками «Shahed-136/131», запущеними з Приморсько-Ахтарська, Курська, Орла та Криму. ЗСУ збили 78 безпілотників у Сумській, Київській, Черкаській, Одеській, Кіровоградській, Хмельницькій, Житомирській, Полтавській, Херсонській, Харківській, Рівненській, Івано-Франківській, Вінницькій областях, один безпілотник полетів у бік Білорусі, а 23 були втрачені в різних районах України. Приблизно 18 безпілотників було знищено над Києвом. За добу ЗС РФ завдали три удари ракетами, 48 авіаударів, скинувши 97 керованих авіабомб.

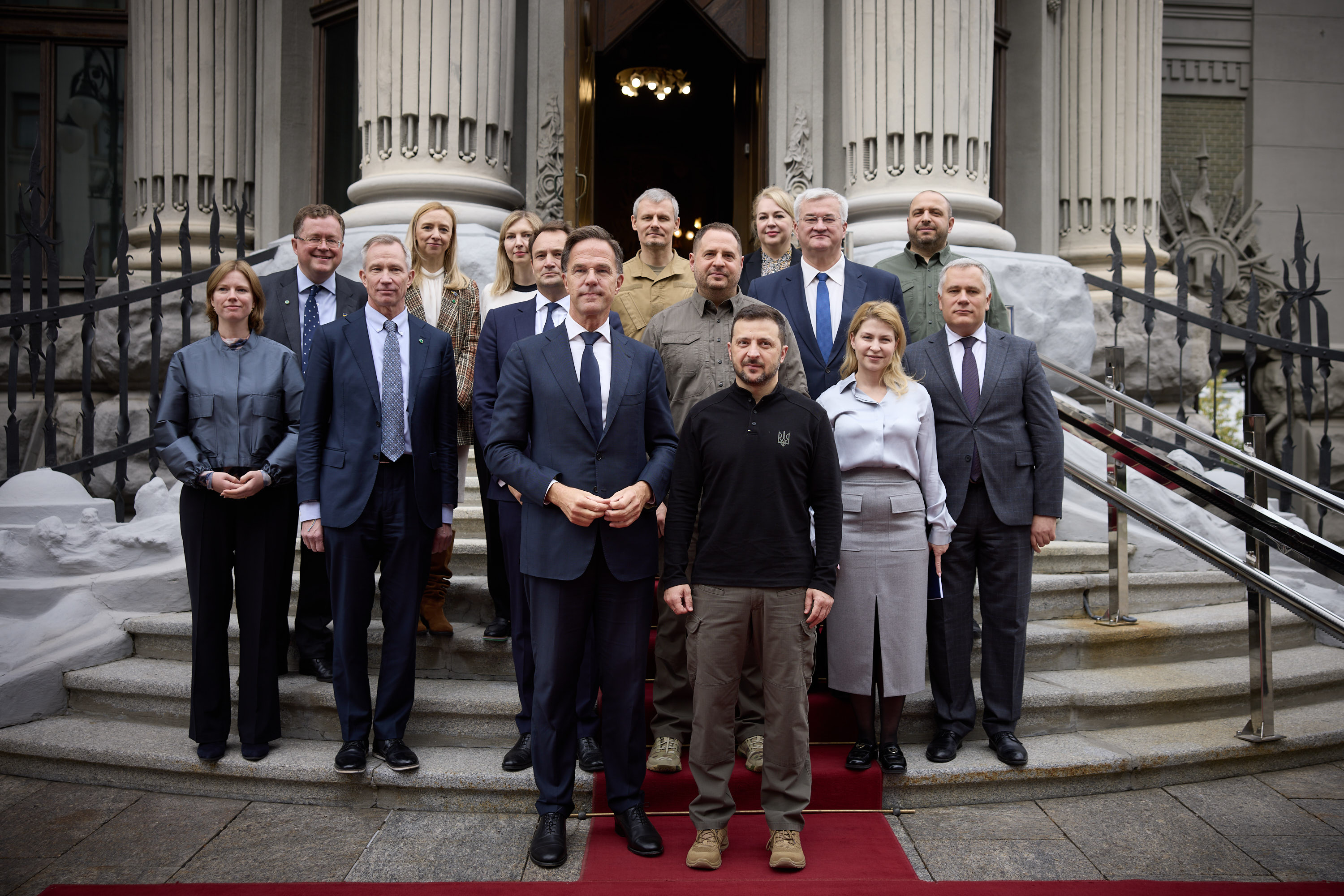
Зустріч Зеленського із делегацією нового Генерального секретаря НАТО Марка Рютте. Київ, 3 жовтня 2024

ЗС РФ просунулися на південь від Сіверська та на схід і південний схід від Покровська.
Щонайменше троє людей, у тому числі 6-річна дитина, загинули і ще четверо отримали поранення (у тому числі 4-річний хлопчик і 13-річна дівчинка у важкому стані) в результаті нападу росіян населений пункт Сновської громади Корюківського району в Чернігівській області, де росіяни влучили в автомобіль, що перевозив скраплений газ. Вогонь перекинувся на житлові будинки.
ЗС РФ за допомогою КАБів і безпілотників атакувала 14 громад Сумської області, поранивши щонайменше вісьмох цивільних осіб. 260 тис. жителів північної частини Донецької області втратили доступ до води, постраждали міста Слов'янськ, Краматорськ, Дружківка, Костянтинівка та навколишні села. Дві місцеві системи водопостачання були серйозно пошкоджені, і водопостачальник не мав можливості відновити водопостачання в найкоротші терміни.
Українські безпілотники невдало атакували склади з авіаційними бомбами та стоянки літаків Су-34 та Су-35 на аеродромі Борисоглібськ у Воронезькій області. Російська радіолокаційна система «Небо-М» була знищена за допомогою ракети «Atacams».
В Курчатові Курської області РФ денний удар припав на військовий об'єкт.
Ракетним ударом по окупованій території під Донецьком було ліквідовано понад 20 загарбників, зокрема шістьох офіцерів з КНДР, які прибули на переговори з росіянами. Крім того, троє північнокорейських військовослужбовців дістали поранення.
Україна отримала ракетний ЗРК «Patriot», наданий Румунією в рамках військової допомоги.
Україна отримала понад ⅓ з 500 000 155-мм артилерійських снарядів, поставлених в рамках чеської ініціативи. Україна вимагає від трибуналу в Гаазі зобов'язати РФ знести Керченський міст. Демонтаж є єдиним способом відновити прохід для суден усіх країн, які використовували протоку в минулому, і суден, які будуть використовувати протоку в майбутньому. Новий генсек НАТО Марк Рютте приїхав до України, зустрівся з президентом Зеленським.
Російські ударні дрони залетіли до Білорусі, у цей час у небі знаходився вертоліт із самопроголошеним президентом Білорусі Лукашенком.

### 4 жовтня
За даними ISW, російські війська просунулися в напрямку Вовчанська, поблизу Кремінної, Торецька, Покровська та Донецька. РФ окупувала Вугледар на півдні Донецької області, який знаходиться на перехресті двох ключових фронтів — Запорізького та Донецького. Захоплення міста відбулося після відновлення російської кампанії у вересні, і до кінця місяця російські війська майже оточили місто, що призвело до виведення українських військ. За даними BBC, протягом року боїв під Вугледаром ЗС РФ втратили вчетверо більше живої сили, ніж протягом 10 років війни в Чечні.
Вночі у Воронезькій області на нафтобазу ТОВ Аннанафтопродукт у смт Анна сталася пожежа після атаки безпілотників. На нафтобазі розміщувалися десятки резервуарів із паливом. У Пермському краї площа пожежі на нафтобазі склала 10 тис. м2.
Уночі росіяни атакували об'єкти критичної інфраструктури України, випустивши із районів Приморсько-Ахтарськ, Курськ та мису Чауда 19 ударних БпЛА. 9 БпЛА збито у Київській, Черкаській, Кіровоградській та Херсонській областях. 7 безпілотників локаційно втрачено. Уламки бпла впали на багатоповерхівку у Дарницькому районі Києва. У Румунії вкотре виявили уламки російського безпілотника, якими РФ атакувала Україну. Російський «Shahed» вибухнув у білоруському місті Калинковичі. Після цього в населеному пункті зникло світло.
На Херсонщині, внаслідок російських атак загинули двоє людей, а ще шестеро цивільних зазнали поранень.
Росіяни здійснили 50 обстрілів прикордонних територій і населених пунктів Сумської області. Зафіксовано 84 вибухи.
Японія продовжуватиме підтримку України та рішучі санкції проти Росії. Про це заявив новий прем'єр-міністр Японії Ісіба Сіґеру в парламенті.
Міністр оборони Польщі Владислав Косіняк-Камиш заявив, що до українського легіону мають бажання вступити близько 300 осіб. Такої кількості не вистачить для формування однієї бригади (зазвичай складається з 1000-8000 людей).
В Енергодарі вранці вибухнув автомобіль начальника фізичної охорони окупованої ЗАЕС — колаборанта Короткого Андрія Юрійовича. Після захоплення ЗАЕС він видавав росіянам списки працівників станції, вказуючи на громадян з проукраїнською позицією, брав участь у репресіях персоналу станції і воєнних злочинах проти громадян Енергодару. Як член партії «Єдина Росія» очолював в Енергодарі так звану «раду депутатів».
Німецько-французький оборонний конгломерат KNDS підписав контракт на поставку 12 самохідних артилерійських установок CAESAR, яку профінансує Україна — повідомив міністр збройних сил Франції Себастьєн Лекорню.
За даними розвідки, хоча багато снарядів КНДР вважаються небоєздатними, сама їхня кількість дозволила Росії досягти успіхів, одним із яких стало захоплення Вугледару. Половина снарядів, які використовує Росія у війні проти України — близько трьох мільйонів на рік — постачається Північною Кореєю.

### 5 жовтня
За даними ISW, ЗС РФ увійшли в основний український район у Курській області та просунулися поблизу Торецька, Покровська та на південний захід від Донецька. Крім того, російський уряд планував виділити $948 млн одноразових платежів за військовим контрактом з Міністерством оборони Росії між 2025 і 2027 роками.
Війська РФ вночі атакували Україну авіаційними ракетами Х-59/69 та 13 ударних безпілотників. Усі вони були або збиті, або не досягли своїх цілей.
ЗСУ уразили три командних пункти Росії ракетами Storm Shadow та снарядами GMLRS. ЗС РФ обстріляли прифронтові населені пункти Донецької області, під обстріли потрапили Бахмутський, Волноваський та Краматорський райони. Загинули двоє цивільни, ще шестеро поранені.
На Донеччині збили російський бпла С-70 Охотнік поблизу Констянтинівки на Донеччині. Куп'янськ зазнає важких руйнувань від російських авіаударів, зокрема КАБами. В районі Костянтинівки ЗС РФ збили власний літак Су-25. У Вовчанську росіяни стратили 4 українських військовополонених, це сталося за наказом командування на території агрегатного заводу.
ЗС РФ за допомогою БПЛА скинули вибухівку на автобус у громаді Річки в Сумській області, поранено 3 цивільних осіб. Росія атакувала 12 населених пунктів (використовуючи міномети, артилерію, керовані бомби і безпілотники) в регіоні, здійснивши 61 атаку. У Миколаєві росіяни атакували об'єкт інфраструктури.
У Харківській області армія РФ використовує підземні логістичні маршрути для наближення до українських позицій. Протягом доби на цій ділянці фронту окупант активізували свою діяльність та здійснили штурмові дії.

### 6 жовтня
За добу ЗСУ ліквідували 1160 російських окупантів, з початку повномасштабного вторгнення РФ втратила 661 тис. одиниць живої сили. За даними ISW, Росія втратила щонайменше п'ять дивізій танків і бронемашин в районі Покровська з моменту початку наступу з метою захоплення Авдіївки в жовтні 2023 року і під час посилених російських наступальних дій на заході Донецької області влітку 2024 року. ЗС РФ просунулися на південний схід від Покровська.
ЗС РФ атакували на напрямках Харкова, Куп'янська, Лиману, Сіверська, Краматорська, Торецька, Покровська, Курахового, Времівки, Запоріжжя та Херсона, де відбулося 141 бойове зіткнення, здійснили 8 ракетних обстрілів, 86 авіаударів і 131 обстріл. Росіяни скинули на Костянтинівку три авіабомби. ЗСУ обстріляли шість пунктів зосередження, блокпост, зенітну систему, підрозділ спецтехніки та дві артилерійські установки.
Сили РФ здійснили масовану атаку різними типами ракет та безпілотниками. ЗСУ виявили понад 90 повітряних цілей, армія РФ запустила дві балістичні ракети «Іскандер-М», одну крилату ракету «Іскандер-К», одну керовану авіаційну ракету Х-59/69 та 87 ударних «Shahed» з територій Орла, Приморсько-Ахтарська та Курська. У відомстві уточнили, що "за допомогою авіації, зенітних ракетних військ, підрозділів РЕБ та мобільних вогневих груп, відбивали атаку. Внаслідок бою було знищено дві ракети та 56 дронів-камікадзе у різних регіонах. Російські війська вночі атакували Одещину БПЛА та балістичними ракетами. Внаслідок обстрілу пошкоджено суховантажне цивільне судно.
Вночі спалахнула пожежа у Московському вищому командному училищі Міністерства оборони РФ. Російські війська вранці завдали удару по Краматорську Донецької області, влучивши в будівлю пожежної частини. Внаслідок російських атак поблизу села Орлове у Херсоні та Станіславі постраждали четверо цивільних. Росіяни скинули три КАБи на Костянтинівку, пошкоджені дві багатоповерхівки, адмінбудівля, крамниця, кав'ярня, банк, пошта і лінія електропередач, загинула людина, ще двоє постраждали.
ЗС РФ вдарили по вантажному судну в порту «Південний» у Одеській області, пошкоджено корабель Paresa під прапором Сент-Кітс і Невіс, що був навантажений кукурузою. Також було атаковано склади.
Дрон НГУ Азову зафіксував розстріл трьох беззбройних українських військовополонених росіянами у Нью-Йорку на Донеччині. Згодом бійці 12-ї бригади Азов з 49-м окремим батальйоном взяли в полон одного з групи росіян, яка вчинила воєнний злочин.
Британські вчені створили першу цифрову карту масових поховань після військових конфліктів.
Перші винищувачі F-16 від Нідерландів уже прибули в Україну. Решта 24 літаків прибудуть найближчими місяцями.
З 27 вересня по 2 жовтня 2024 року литовські митники вилучили військове обладнання, в тому числі військову форму і маскувальні сітки, знайдені в російських поїздах, що прямували з Калінінграда до Москви, а потім передали їх Україні.

### 7 жовтня
Вночі ЗС РФ вдарили ракетами «Іскандер-М», Х-59 та БПЛА по Україні, а також трьома ракетами Х-47М2 «Кинджал» з літаків МіГ-31К з аеродрому Саваслєйка у Тамбовській області. ЗСУ зафіксували понад 80 повітряних цілей, знищено дві ракети «Кинджал» над Київщиною та 32 ворожих дронів. На Харківщині зафіксовано кілька влучань дронів, один із трьох «Кинджалів» вразив район аеродрому Старокостянтинів у Хмельницькій області. У різних регіонах України втрачено 37 російських безпілотників.
Війська РФ вночі обстріляли Харківщину, пошкоджена залізнична колія, напрям руху поєздів тимчасово змінений.
Генштаб підтвердив удар по нафтовому терміналу у окупованій Феодосії, виконаний ракетними військами ЗСУ у співпраці з іншими складовими Сил оборони України. Почалася пожкежа на місцевій нафтобазі. Українська розвідка вивела з ладу російський тральщик «Олександр Обухов». Тральщик відправили на капітальний ремонт, оскільки в газоході двигуна було виявлено отвір.
Вранці російські користувачі почали скаржитися на недоступність інтернет-мовлення каналів холдингу ВДТРК — Росія-1, Росія 24, Культура, Вести FM та інших. Внаслідок хакерської атаки не працює онлайн-мовлення та внутрішні сервіси, відсутній інтернет зв'язок.
У Куп'янську керована авіабомба влучила у спортивний майданчик на території закладу освіти, постраждали 57-річна жінка і чоловік віком 35 років. Увечері ЗС РФ вдарили авіабомбами УМПБ по Слов'янську, постраждали п'ятеро осіб, серед них дитина.
Впродовж доби росіяни завдали 392 удари по 13 населених пунктах Запорізької області. Зокрема, війська РФ здійснили 9 авіаційних ударів по Запоріжжю, Оріхову, Малій Токмачці та Новодарівці, шість людей зазнали поранень.

### 8 жовтня
РФ атакувала на Харківському, Куп'янському, Лиманському, Сіверському, Краматорському, Торецькому, Покровському, Курахівському, Артемівському, Запорізькому та Херсонському напрямках, де відбулося 172 бойових зіткнення. ЗС РФ здійснили три ракетні удари, 82 авіаудари, 70 артилерійських обстрілів та 1190 вильотів безпілотників, тривала операція в Курській області. Українська авіація та артилерія завдали ударів по п'яти місцях зосередження, зенітному комплексу та командному пункту.
Командир 72-ї механізованої бригади Олександр Охрименко заявив, що російські війська, які брали участь у захопленні Вугледара, переважали українські сили, що оборонялися, вдев'ятеро. За його словами, росіяни відправили в останню атаку 36-ту окрему гвардійську мотострілецьку бригаду, 39-ту і 57-му бригади, 91-й окремий стрілецький полк та інші підрозділи, додавши, що «сили противника мали перевагу в танках, БМП, артилерійських системах, протитанкових засобах та особовому складі». За словами Окрименка, згідно з загальноприйнятою у світі військовою доктриною, сторона, що атакує, може отримати перевагу на полі бою, якщо вона має втричі більше сил і засобів, ніж протилежна сторона. «У Вугледарі було 1:9. Можна об'єктивно зрозуміти шанси утримати цей населений пункт і лінію оборони в секторі відповідальності бригади».
Вночі ЗС РФ завдали по Одещині удару двома ракетами Іскандер-М із окупованого Криму, а також 19-ма ударними БпЛА із Приморсько-Ахтарська у Росії, пошкоджені багатоповерхівка і медзаклад. Сили ППО збили на Київщині дві аеробалістичні ракети Х-47М2 «Кинджал». Також знищено 32 ворожих ударних БпЛА в Миколаївській, Київській, Дніпропетровській, Сумській, Чернігівській, Полтавській та Харківській областях. Один з БПлА влучив в багатоповерхівку в Чорноморську. Два російських безпілотники пролетіли поруч з промисловим майданчиком Південноукраїнської атомної електростанції. Відстань прольоту БПлА від ядерних об'єктів становила менш, як 10 кілометрів. Внаслідок російської атака балістикою по Полтавській області пошкоджено промисловий об'єкт.
РФ захопила Бажане Перше Донецької області, а також Стельмахівку Луганської області.
Вранці росіяни вдарили по цивільному виробництву в Харкові в Індустріальному районі, КАБ завдав руйнувань, поранивши 16 людей, троє в крайважкому стані. Близько 17:00 росіяни вдруге вдарили по Харкову і поцілили по багатоповерхівці в Київському районі. Загинули дві людини.
РФ атакувала керованими бомбами село Есмань у Сумській області, в результаті чого загинули двоє цивільних. Протягом 24 годин російські війська атакували загалом вісім населених пунктів у регіоні, здійснивши 22 окремі атаки.
Прем'єр-міністр Денис Шмигаль заявив, що Росія вкрала понад 180 000 тонн українського зерна лише через порт Маріуполя. За його словами, Росія продовжує використовувати продовольство «як елемент агресії». Україна втратила значні площі сільськогосподарських угідь на півдні та сході України внаслідок російської окупації та воєнних дій, проте український експорт з січня по вересень 2024 року склав майже 100 мільйонів тонн. «Іншими словами, за дев'ять місяців ми експортували стільки ж, скільки за весь минулий рік».
Франція поставить Україні винищувачі Mirage 2000, які перед передачею будуть оснащені новим обладнанням. Модернізовані літаки будуть готові до відправки в першій половині 2025 року.
Угорщина вирішила відкласти остаточне рішення щодо виділення Україні кредиту на $50 млрд до завершення президентських виборів у США. Крім того, Будапешт відклав рішення про продовження санкцій ЄС проти Росії.
Міністр оборони Південної Кореї Кім Йон Хен заявив, що оскільки «Росія і Північна Корея підписали спільний договір про військовий союз», Північна Корея, швидше за все, відправить регулярні війська в Україну на допомогу Росії.

### 9 жовтня
За даними ISW, російське військове командування, ймовірно, віддало наказ російським військам проводити відносно швидкі механізовані атаки в Україні, щоб досягти значних тактичних успіхів до того, як восени 2024 року брудні ґрунтові умови обмежать механізовані маневри. Погані погодні умови восени 2024 року і на початку зими 2024—2025 років, ймовірно, ускладнять і обмежать маневри механізованих і піхотних підрозділів, але російські війська можуть намагатися підтримувати постійний наступальний тиск на сході України, незважаючи на ці труднощі. ЗС РФ просунулися поблизу Кремінної, Сіверська, Торецька, Покровська та Роботиного.
За добу РФ втратили 1150 солдатів, 11 бойових бронемашин і 55 одиниць автомобільної техніки. Три балістичні ракети типу Іскандер-М/KN-23 були запущені по території Полтавщини, зафіксовано 22 атаки БПЛА. ЗСУ знищили 21 ворожий безпілотник. В Полтавській області лунали вибухи.
Біля міста Карачев у Брянській області був уражений найближчий до лінії фронту 67 арсенал ГРАУ, сталася пожежа і вибухи. ЗС РФ продовжили просування по вулиці Центральній у Торецьку, де точилися запеклі бої.
Верховна Рада схвалила законопроєкт № 11379-д, який передбачає звільнення від мобілізації українців віком до 25 років.
Сили оборони України уразили базу зберігання БПЛА поблизу Октябрьського в Краснодарському краї. За даними Генштабу, на базі зберігалося близько 400 ударних дронів.
Ввечері ЗС РФ завдали балістичного ракетного удару по Одещині — 7 людей загинули, ще 7 постраждали. Під прицілом росіян опинилася портова інфраструктура, зокрема цивільне судно під прапором Панами — контейнеровоз Shui Spirit.
У Миколаєві в ввечері пролунали вибухи, зафіксовано пошкодження інфраструктурного об'єкта на околиці міста.
Президент Володимир Зеленський та прем'єр-міністр Хорватії Андрей Пленкович підписали двосторонню угоду про підтримку та співробітництво, спрямовану на співпрацю між оборонними галузями обох країн та допомогу Хорватії у розмінуванні, а також рішуче засудили російську війну, назвавши її «неспровокованою, невиправданою та незаконною». Хорватія також запропонувала підтримку та експертизу в питаннях догляду за ветеранами та переслідування воєнних злочинів.
Інформаційне агентство Bloomberg з посиланням на високопоставлених американських чиновників повідомило, що, за оцінками США, українські війська зможуть утримувати окуповану територію в Курській області Росії протягом декількох місяців або довше. Ключовими факторами були надійний потік постачання в регіон і зосередженість Росії на просуванні в східну Україну. Крім того, після місяців гострої нестачі боєприпасів, українські солдати отримували стабільне постачання ракет.

### 10 жовтня
За добу ЗСУ ліквідували 1150 росіян, із початку вторгнення РФ втратила 665200 військових. Вночі авіабазу «Ханська» в Адигейській республіці РФ атакували БпЛА, почалася евакуація мешканців з Роднікового біля Майкопа. Міністерство оборони Росії повідомило, що протягом ночі засоби протиповітряної оборони знищили 92 українські безпілотники над Краснодарським краєм (47), Азовським морем (15), Курською областю (12), а решту (18) — над регіонами, що межують з Україною або знаходяться поблизу неї.

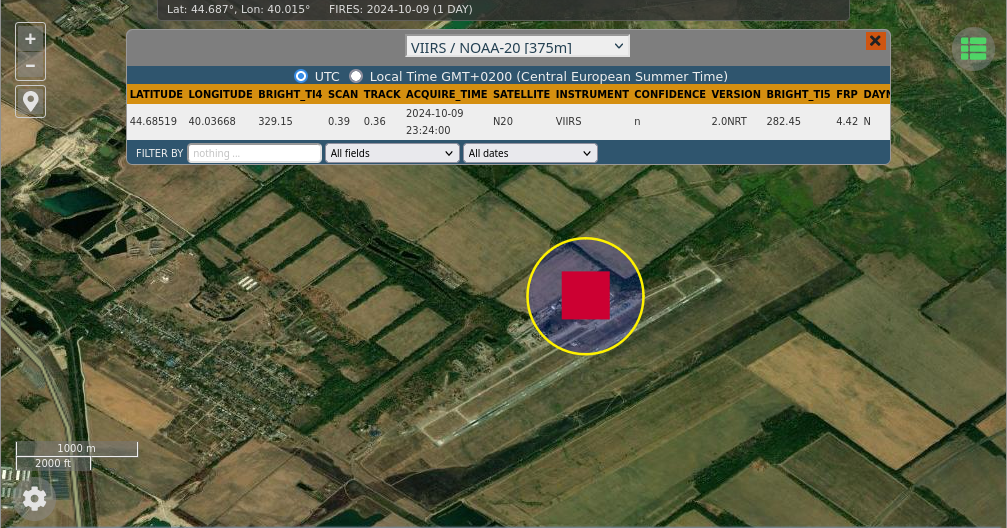
Знімки NASA FIRM показують пожежу 9 жовтня 2024 року з 23:24 (UTC) на авіабазі Ханська в Республіці Адигея.

Російська армія розпочала наступ на кількох ділянках Коренєвського та Суджанського районів Курської області. Геолокаційні матеріали вказують на те, що росіяни прорвали українську лінію оборони, просунувшись на відстань близько 5 км. Телеграм-канал російського угруповання військ «Північ» повідомив про звільнення п'яти сіл, перерізання двох важливих шляхів постачання та евакуації, а також оточення двох українських батальйонів. За даними українського проекту DeepState, російські війська звільнили приблизно 38 квадратних кілометрів, а також повідомлялося про погану координацію між різними підрозділами української армії.
За даними ISW, українські сили просунулися біля Торецька. Російські війська просунулися у Курській області та поблизу Часового Яру, на південний схід від Покровська і на південний захід від Донецька.
Вночі Росія атакувала українську територію, використовуючи балістичну ракету «Іскандер-М» (запущену з Криму), протирадіолокаційну ракету Х-31П (з-за Чорного моря) і 66 безпілотників «Shahed 136/131» (з Курської області). Українська протиповітряна оборона збила 29 безпілотників у Київській, Черкаській, Вінницькій, Сумській, Полтавській, Дніпропетровській, Харківській, Чернігівській та Житомирській областях, два безпілотники полетіли в бік Росії і ще 31 безпілотник зник безвісти в різних регіонах України. Губернатор Олег Синєгубов повідомив, що стався російський напад на село Черкаська Лозова на північ від Харкова, в результаті якого п'ятеро людей отримали поранення.
Російська армія вночі атакувала БпЛА Кривий Ріг. У місті зафіксовані влучання у трьох локаціях: у першій пошкоджений п'ятиповерховий будинок, у другій — об'єкт комунальної інфраструктури та житловий будинок, а у третій — перебитий газогін.
Вранці ЗС РФ завдали ударів по Запоріжжю, є руйнування 28 будівель, 4 людини поранено.
У Куп'янську внаслідок обстрілів були пошкоджені чотири будинки, три господарчі споруди, автомобіль, одна людина поранена.
Російські війська, в вечері атакували Одеську область балістичними ракетами, внаслідок чого буз зруйнований двоповерховий будинок. Загинуло четверо людей, серед яких підліток, ще 10 людей поранено.
Депутати Верховної Рада України ухвалили поправку до закону, яка дозволить іноземним добровольцям, що воюють у складі Міжнародного легіону України, отримувати офіцерські звання. До цього часу добровольці могли воювати лише як рядові або сержанти.

## 11-20 жовтня

### 11 жовтня
За добу ЗС РФ втратили 1290 солдатів, 59 артилерійських систем і 115 одиниць автомобільної техніки. Вночі сили РФ атакували Україну балістичною ракетою Іскандер-М із окупованого Криму, керованою авіаційною ракетою Х-31П із повітряного простору над акваторією Чорного моря, а також 66 ударним БпЛА, запущеними з району Курська. У результаті протиповітряного бою збито 29 ворожих БпЛА, 31 ворожий безпілотник локаційно втрачено у різних регіонах України, імовірно внаслідок активної протидії РЕБ.
Росія перекинула у Курську область близько 50 тисяч військових, чим послабила свої позиції на фронті в Україні.
Росіяни завдали авіаудару по Костянтинівці, пошкодивши пожежно-рятувальну частину. Вибухова хвиля вибила вікна та двері, пошкодила дах і ворота гаража, але особовий склад не постраждав. Станом на цей день, близько половини території Торецька залишалося під контролем ЗСУ.
Вночі українські військові атакували складу паливно-мастильних матеріалів поблизу Ровеньків на тимчасово окупованій території Луганської області. На базі зберігалася нафта та нафтопродукти, що постачалися, зокрема, для російської армі.
Німеччина надала Україні пакет військової допомоги на 600 млн євро. Він включає систему ППО Iris-T SLM, танки, гаубиці та дрони. Крім того, Німеччина спільно з ще трьома країнами НАТО готує великий пакет військової допомоги для України на 1,4 млрд євро.
Литовська армія отримала першу партію бойових дронів, які виготовили литовські компанії за контрактом з Міноборони Литви, і з яких левова частка замовлена для України.
Хакери Головного управління розвідки Міноборони України здійснили кіберудар по інфраструктурі Північнокавказького федерального університету.

### 12 жовтня
За даними ISW, російські війська просунулися поблизу Куп'янська, Донецька та Роботиного. Повідомляється, що росіяни відзначають труднощі з веденням ефективного контрбатарейного вогню. Крім того, російські війська використовують незаконно захоплені термінали Starlink для покращення бойової координації та ефективності свого тактичного розвідувально-ударного комплексу в Україні, намагаючись досягти технологічного паритету з українськими військами.
За добу ЗС РФ втратили 1300 солдатів, 49 бойових броньованих машин і 29 артилерійських систем. Вночі противник атакував Україну ракетами невстановленого типу (район пусків — бєлгородська обл. — рф) та 28-ма ударним БПЛА. Засобами ППО збито 24 ворожих БПЛА у Сумській, Полтавській, Дніпропетровській, Миколаївській, Херсонській областях. Внаслідок активної протидії РЕБ два ворожі безпілотники локаційно втрачено.
Вночі російські окупанти тричі атакували Запоріжжя. Росіяни використали керовані авіаційні бомби, внаслідок атак троє людей, включаючи 11-річну дівчинку, отримали поранення. Багато житлових будинків були зруйновані, а також постраждали будівлі приватного підприємства.
Ввечері війська РФ, атакували Берислав у Херсонській області. Двоє людей зазнали поранень від атаки дронами. Увечері по Одессі було завдано удар двума балістичними ракетами, дві людини зазнали поранень. Вночі ЗС РФ атакували дронами Миколаївську область, виникли пожежі.
Російські ЗМІ повідомили про втрату винищувача Су-34 разом з екіпажем. Він міг бути збитий українським F-16. Про це мовиться у звіті американського Інституту вивчення війни.
Президент Зеленський під час візиту до Франції обговорив з президентом Еммануелем Макроном створення спільних виробництв.

### 13 жовтня
Вночі ворог задав удару по Полтавщині та Одещині двома балістичними ракетами Іскандер-М, двома авіаційними Х-59 по Чернігівщині та Сумщині, а також 68-ма ударними БпЛА. Збито 31 БпЛА, ще 36 — локаційно втрачено у різних регіонах, імовірно внаслідок активної протидії РЕБ. Протягом 6-13 жовтня ЗС РФ втратили 8460 осіб особового складу, 1662 одиниці озброєння та військової техніки.
Міністерства оборони Росії повідомило, що знишкодило по 6 дронів було знищено над територією Бєлгородської та Курської областей та 1 — над територією Брянської області.
Росіяни опублікували відео розстрілу 9 українських військових, які здалися у полон в Курській області. Ворог прорвав українську оборону в одному з населених пунктів Курської області, зайшов у тил та вступив у бій з групою операторів дронів 24ОШБ. ЗСУ прорвали нову ділянку російського кордону в Курській області на захід від підконтрольних територій у напрямку Веселого Глушківського району.
За добу відбулося 186 зіткнень, росіяни штурмували на кількох напрямках. Чотири рази було атаковано Нікополь, внаслідок обстрілу потрощені автівки.
Естонія зацікавлена в закупівлі оборонної продукції з України, зокрема ракет дальньої дії. За словами Певкура, така співпраця могла б допомогти Україні збільшити виробництво. Через воєнний стан в Україні діє заборона на експорт, однак естонський міністр вважає, що це не стане на заваді, якщо країни дійдуть обопільної домовленості.

### 14 жовтня
ЗСУ ліквідували 1260 російських окупантів протягом доби, загальні втрати ЗС РФ перевищили 670 тисяч. В Торецьку Луганської області не залишилося жодної вцілілої будівлі чи укриття, яке б завадило Росії захопити нові території. Російські солдати переодягаються у цивільний одяг і прямують до українських позицій. Вони також використовували цю тактику в інших населених пунктах, що постраждали від бойових дій. Протягом доби відбулося 161 зіткнення, найбільша кількість — на Курахівському напрямку, також бої точилися на Покровському та Лиманському напрямках.
За даними ISW, російські джерела стверджували, що російські війська відновили позиції в Курській області. Українські війська відновили позиції в центрі Торецька, в той час як російські сили розпочали обмежену атаку силами механізованого батальйону в напрямку Курахового і здійснили підтверджене просування на північний схід від Вугледара.
ЗС РФ вперше за 48 діб не атакували Україну БПЛА типу «Shahed». ГУР знищило військово-транспортний літак Ту-134 на військовому аеродромі Орєнбург-2, що належав до 117-го військово-транспортного авіаполку ЗС РФ.
Росіяни застосували скиди вибухівки з безпілотника в селі Станіслав Херсонської області, поранено чоловіка. Російські війська в обід атакували з дрона цивільний автомобіль поблизу Гаврилівки на Херсонщині, загинуло дві людини.
У Ківшарівці Куп'янського району внаслідок російського авіаудару виникла пожежа. Росіяни атакували Нікополь безпілотниками протягом дня, пошкоджені санаторій, п'ятиповерхівка, 3 приватні будинки, авто, лінія електропередач.
ЗС РФ завдали удару по портовій інфраструктурі Одеси. Внаслідок атаки одна людина загинула, ще восьмеро зазнали поранень, двоє з них у важкому стані. Крім того, внаслідок обстрілу пошкоджень зазнали два цивільних судна — суховантажне судно під прапором Палау — OPTIMA, яке тиждень тому вже постраждало від обстрілу балістикою, та NS Moon, яке ходить під прапором Белізу.
З початку повномасштабного вторгнення 46 українських військовослужбовців виїхали за кордон для відпочинку та не повернулися.
Очільник німецької Федеральної розвідувальної служби (BND) Бруно Каль вказав на імовірну воєнну загрозу, яка походить від Росії. «Найпізніше наприкінці поточного десятиліття російські збройні сили будуть здатні скоїти напад на НАТО», — заявив він.
Президент Зеленський оголосив про плани Росії безпосередньо залучити Північну Корею до війни в Україні цієї осені та зими. Він також згадав «відносини Росії з деякими іншими країнами, які були інвестовані в продовження війни». Президент Путін вніс до Державної думи законопроект про ратифікацію Договору про стратегічне партнерство з Північною Кореєю. Одним з пунктів договору є те, що в разі нападу обидві країни повинні надати військову допомогу одна одній.

### 15 жовтня
За даними ISW, Росія, ймовірно, використала Угоду про стратегічне партнерство з КНДР, підписану в червні 2024 року, частково для того, щоб компенсувати потреби у створенні збройних сил і забезпеченні безпеки кордонів, що зміцнило зобов'язання Путіна уникати мобілізації якомога довше. ЗС РФ просунулися в Курській області та поблизу Куп'янська, Торецька і Покровська. Південні сили оборони України виявили та атакували російський полігон у Запорізькій області, де на момент атаки перебувало близько 20 солдатів.
Сили ППО збили вночі 12 із 17 запущених російськими військами ударних дронів. Чотири безпілотники локаційно втрачено. Загарбники також вдарили по Миколаївщині сімома ракетами С-300/400 та двома ракетами Х-59 по Чернігівщині та Сумщині. Дві людини загинуло та 23 травмовані в Миколаївській області, спалахнули пожежі, пошкоджені об'єкт інфраструктури, ресторанний комплекс, житлові будинки, авто. Відбулося 164 зіткнення, найбільша кількість боїв відбулася на Покровському та Курахівському напрямках.
У Херсоні внаслідок російських обстрілів пошкоджена контактна мережа і зупинився електротранспорт.
Губернатор Харківської області Олег Синагубов розпорядився про евакуацію мешканців Куп'янського району, включаючи Куп'янськ і Борів та навколишні села, у зв'язку зі збільшенням кількості російських обстрілів.
Україна готувалася до масованих російських атак на енергетичну інфраструктуру в осінньо-зимовий період.
Увечері внаслідок ворожої атаки на Марганецьку громаду на Нікопольщині постраждали вагітна жінка та 4-річний хлопчик. У Іспанії заарештували 13 тонн хімічних речовин, включаючи можливі компоненти хімічної зброї, які прямували до Росії.
Речниця Пентагону Сабріна Сінгх заявила, що через різні оборонні можливості України та Ізраїлю США не розгортатимуть протиракетну систему THAAD для захисту України.

### 16 жовтня
ЗС РФ захопили села Червоний Яр за 10 км на південний схід від Покровська, та Невеське в Луганській області. ЗСУ відбили 400 га лісу на північ від Липців у Харківській області, ліквідувавши кількох російських солдатів. ЗСУ захопили район оборони російського батальйону і знищили три батальйони мотострільців, штурмовий взвод і розвідувальну роту 7-го окремого мотострілецького полку. ЗС РФ просунулися на південний схід від Куп'янська. Геолокаційні матеріали підтвердили окупацію частини села Колесниково, а російські військові блогери стверджували, що росіянам вдалося перерізати трасу Куп'янськ-Борове в районі Кругляківки. Завдяки цьому російській армії вдалося перерізати український плацдарм на східному березі річки Оскіл. У цей момент поповнення українських підрозділів ЗСУ відбувалося по єдиному напівзруйнованому мосту на трасі Чугуїв-Сватов.
За даними ISW, російські війська просунулися на півночі Харківської області та в районі Кремінної, Сіверська і Торецька.
ЗСУ ліквідували 1450 росіян, з початку вторгнення РФ втратила 673 тис. солдатів.
Вночі росіяни завдала удару по Донеччині зенітною керованою ракетою С-300/400, керованою авіаційною ракетою Х-59 по Чернігівщині, а також 136-ма ударними БпЛА. ЗСУ збили 51 БпЛА, 60 БПЛА локаційно втраченох. Вночі ЗС РФ атакували авіаційними ракетами, ЗСУ збили дві ракети і 51 БПЛА.
Президент України Зеленський представив план перемоги в ВРУ. План складається з 5 пунктів та 3 «таємних» додатків. Реалізація 4 пунктів розрахована на час війни, 5 пункт розрахований на час після завершення війни.
У Литві українська компанія планує побудувати завод з виробництва вибухових речовин RDX (гексогену). Будівництво розпочнеться наступного року.
Прикордонна служба Молдови повідомила, що фрагменти ракети були знайдені поблизу села Ленкеуці (4 км від українського кордону).

### 17 жовтня

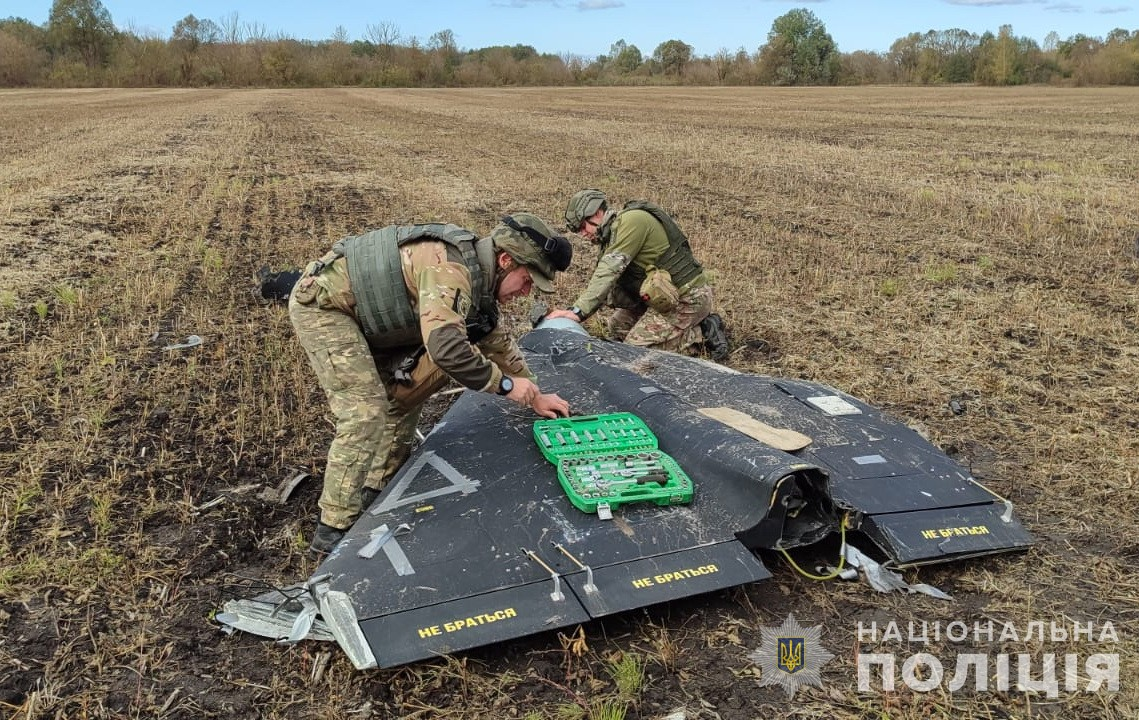
Знешкодження збитого російського безпілотника в Сумській області

За добу ЗС РФ втратили 1420 солдатів та 17 танків, втрати бойових броньованих машин з моменту повномасштабного вторгнення сягнули 18 тисяч. Вночі ворог задав удару по Україні авіаційною ракетою Х-59, а також 56-ма ударними БпЛА та безпілотниками невстановленого типу. Збито 22 БпЛА, ще два полетіли в напрямку Білорусі, 27 — локаційно втрачено внаслідок активної протидії РЕБ. Зафіксовано 5 влучань ударних БпЛА по об'єктах інфраструктури у прифронтових областях.
Російські війська обстріляли Марганець Дніпропетровської області з артилерії, є руйнування, поранені троє місцевих жителів.
ЗМІ опублікували текст промови Валерія Залужного у Королівському інституті міжнародних відносин, Chatham House, «13 чесних фактів про війну в Україні». В промові колишній головком і посол в Британії говорив про причини того, що відбувається зараз з Україною, і про наслідки, які побачить західний світ, якщо проігнорує загрози, які створює Росія.
Норвегія пообіцяла виділити 3 млрд норвезьких крон (250 млн євро) на відновлення енергетичної інфраструктури України, а також 6 винищувачів F-16. У Швейцарії заявили про плани виділити 5 млрд франків ($5,8 млрд) на відновлення України, більша частина з яких призначена для 65 тис. українців, яких прийняла країна. Прем'єр-міністр Нідерландів Дік Схоф повідомив, що Нідерланди додатково виділять €271 мільйон на артилерійські снаряди. Австралія передасть Україні 49 застарілих танків M1A1 Abrams в рамках військової допомоги на $245 млн. Німеччини оновила список військової допомоги Україні, включивши танки Leopard 1A5 та бойові машини піхоти Marder.
Великобританія оголосила про найбільший пакет санкцій проти тіньового флоту нафтових танкерів Росії. Обмеження стосувалися 18 суден, загальна кількість заблокованих танкерів склала 43.

### 18 жовтня
За добу РФ втратила 1530 військових, із початку повномасштабної війни втрати РФ склали 675 800 осіб. Ворог атакував Україну ударними БпЛА типу Shahed та дронами невстановленого типу. Станом на 08.30 виявлено 135 ворожих безпілотників. Збито 80 БпЛА. 44 — локаційно втрачено, 2 — полетіли в Білорусь, до 10 ворожих БпЛА — ще в повітряному просторі центральних областей України.
Ситуація у Часовому Ярі лишалася складною, ЗСУ офіційно не підтверджують просування російських окупаційних сил, оскільки вони можуть мати тимчасовий характер. Про це повідомив представник пресслужби 24 ОМБр імені короля Данила Андрій Полухін.
В Україну повернули тіла 501 полеглих воїнів — повідомив Координаційний штаб. Репатріювали 382 полеглих воїнів з Авдіївського напрямку, 56 — з Бахмутського, 45 — із Мар'їнського, 6 полеглих захисників на Вугледарському, 4 — на Запорізькому, 7 — на Луганському, одного повернули з моргу на території РФ.
Керівник ГУР Кирило Буданов підтвердив, що 11 тис. піхотинців КНДР проходили підготовку на сході Росії. Вони будуть готові до участі в бойових діях проти України з 1 листопада. Центр стратегічних комунікацій та інформаційної безпеки опублікував відео, на якому зафіксовано, як солдатів КНДР екіпірують у російське спорядження на Сергіївському полігоні на Далекому Сході Росії на чотирьох полігонах.
ГУР МО України звільнили та зачистили від росіян село Кругляківка, що у Куп'янському районі. За повідомленням уповноваженого Верховної Ради з прав людини Дмитра Лубінця росіяни з початку повномасштабного вторгнення вбили понад 100 українських військовослужбовців, які здавалися в полон.
Ввечері за сприяння ОАЕ Росія та Україна обмінялися 190 військовополоненими. Було звільнено 95 українців. Серед них, зокрема 34 військовослужбовці «Азову», які майже три місяці обороняли Маріуполь, а також правозахисник, журналіст і військовий Максим Буткевич, який був засуджений у Росії до 13 років позбавлення волі. Як повідомив командир 12-ї бригади Національної гвардії України «Азов» Денис Прокопенко «Редіс» — «У російських тюрмах залишаються близько 900 бійців „Азову“».
Уряд Швейцарії та сенат німецького міста Гамбург поставили Україні 4 комплекси розмінування GCS-200. Швеція приєднується до ІТ-коаліції та посилює підтримку України. Декларацію про це 18 жовтня підписав міністр оборони Швеції Пол Йонсон, повідомив глава Міноборони України Рустем Умєров.
Уряд Данії підготував 21-й пакет військової допомоги Україні на суму 2,4 млрд данських крон (321,8 млн євро), який буде спрямований як на постачання зброї зі складів, так і на її замовлення в міжнародних постачальників.
Лідери Великої Британії, Німеччини, США і Франції обговорили допомогу Україні та план перемоги президента Зеленського та його мирного плану під час зустрічі. Швейцарія запланувала надати Україні три машини для розмінування, техніку планували виготовити в кантоні Швіц компанією Global Clearance Solutions. Канада запланувала надати Україні військову допомогу на 64,8 млн канадських доларів ($47 млн), що включатиме стрілецьку зброю, боєприпаси та засоби захисту.

### 19 жовтня
За добу ЗС РФ втратили 1380 військових, із початку повномасштабної війни втрати РФ склали 677180 осіб. Радіотехнічні війська Повітряних сил вночі виявили та здійснили супровід понад 100 повітряних цілей: до 98 безпілотників та шість керованих авіаційних ракет Х-59/69. Сили оборони України збили чотири російські керовані авіаційні ракети Х-59/69 і 42 дрони РФ. Вночі поблизу Києва було збито близько 10 ворожих БПЛА. Російські літаки завдали 18 авіаударів по Курській області, скинувши 27 КАБів.
Внаслідок російського авіаудару по Шостці Сумської області загинув чоловік, його тіло виявили під завалами, ще 8 людей травмовано. Як повідомлялося, російська авіація завдала удару по пожежно-рятувальному підрозділу в Шостці. Частково зруйнована будівля. Внаслідок авіаудару поранено п'ятеро рятувальників. Також є пошкодження енергетичної інфраструктури області. Внаслідок російських ударів по Покровському району троє загиблих та двоє людей поранено.
У Полтавській області внаслідок нічної атаки поштодження промисловий об'єкт. Унаслідок атаки російських дронів в Уманському районі Черкащини загинула жінка, окрім того, в Черкаському районі атакований об'єкт критичної інфраструктури, є руйнування складських приміщень. Вночі ЗС РФ атакували Чернігівську область, влучивши в об'єкт критичної інфраструктури. Вночі РФ атакувала Шостку, пошкоджено об'єкти енергетики та інфраструктури, семеро поранених, є відключення світла.
У російському Санкт-Петербурзі вранці сталися вибухи. У російському Брянську після атаки дронами спалахнула пожежа на даху завода мікроелектроніки «Кремний Эл». Губернатор Олександр Богомаз заявив, що вони «відбивають» атаку безпілотників. Адміністрація заводу підвердила, що ушкодження значні, і він деякий час не працюватиме.
Міністерство оборони Нідерландів співпрацює з компанією DeltaQuad для поставки Україні розвідувальних безпілотників. Міноборони Нідерландів закупить у компації БпЛА на суму 42,6 млн євро.
Міністр закордонних справ Франції Жан-Ноель Барро заявив, що його країна повністю підтримує план перемоги України. За його словами, Париж готовий продовжувати допомагати Україні у боротьбі проти російської агресії. Жан-Ноель Барро заявив, що Франція передасть багатоцільові винищувачі Mirage 2000 вже на початку 2025 року та підготує пілотів.
Російські війська підірвали міст у тимчасово окупованих Олешках Херсонської області. Про це повідомив партизанський рух АТЕШ. МВФ затвердив п'ятий перегляд чотирирічної програми розширеного фінансування для України (EFF). Це дозволить Україні отримати новий транш у $1,1 млрд.
Україна і Німеччина підписали угоду про негайні дії з посилення системи укранської протиповітряної оборони. За словами міністра, угода передбачає домовленості, згідно з якими країни-підписанти робитимуть внески у спільні проєкти або фінансуватимуть власні проєкти, спрямовані на зміцнення спроможностей української ППО.
Влада Північної Кореї відправила в Росію для війни проти України свій спеціальний загін — Сили спеціальних операцій КНДР.
У Кривому Розі у Дніпропетровській області прогриміли вибухи, були пошкоджені готель, магазин, адміністративна будівля, навчальний заклад, 7 багатоквартирних будинків.

### 20 жовтня
За даними ISW, українські сили просунулися на північ від Суджі, ЗС РФ досягли незначних успіхів біля Торецька і Селідового. РФ атакувала на Харківському, Куп'янському, Лиманському, Сіверському, Краматорському, Торецькому, Покровському, Курахівському, Временівському, Запорізькому та Херсонському напрямках, де відбулося 197 бойових зіткнень. ЗС РФ здійснили шість ракетних ударів, 78 авіаударів, 136 артилерійських обстрілів та 1 424 вильоти безпілотників.
ЗСУ ліквідували 1300 росіян, 57 БПЛА і 41 одиницю ворожої техніки. Російські війська вночі атакувала Україну балістикою та 49 дронами. ППО в результаті протиповітряного бою підтверджено збиття 31 ворожого БПЛА, 13 дронів втрачено локально.
Три шахеди залетіли на територію Білорусі. Російський дрон збили сили ППО РБ над Єльським районом. Під Брянськом було ліквідовано російського пілота Ту-22М3 Дмитра Голєнкова, причетного до атак на Дніпро та Кременчук.
Вночі війська РФ вдарила ракетою КАБ по Харкову пошкоджено низку приватних будинків у Новобаварському районі. Вранці ЗС РФ вдарили по енергооб'єкту у Сумській області, понад 100 населених пунктів залишилися без світла, внаслідок російського удару балістикою по Кривому Рогу були пошкоджєення цивільної іфраструктури.
ЗСУ атакували федеральне казенне підприємство Завод ім. Я.М. Свердлова в Дзержинську Нижегородської області, це найбільший російський завод із виробництва вибухівки. Також було атаковано аеродром Липецьк-2 за допомогою БпЛА.
На Харківщині тривала посилена евакуація мешканців Куп'янської, Кіндрашівської, Курилівської та Петропавлівської громад. Увечері ЗС РФ обстріляли житлові квартали та цивільну інфраструктуру Харкова, пошкоджено лінії електропередач, багатоквартирні будинки, гаражі, АЗС та автомобілі.

## 21-31 жовтня

### 21 жовтня
ЗС РФ намагалися наступати в районі Селидового Донецькій області, залучаючи від трьох до п'яти одиниць бронетехніки, ЗСУ відбили 17 спроб штурму в районі Покровська. Протягом доби на фронті відбулося 197 зіткнень. За даними ISW, ЗСУ просунулися у західній частині української території в Курській області. ЗС РФ просунулися на захід від Кремінної, на південний схід від Покровська і на південний схід від Курахового; росіяни зайняли Гродівку, на південний схід від Покровська і здійснили кілька механізованих атак у напрямку Курахового. ЗСУ вразили зенітний ракетний комплекс «Бук-М3».
Вночі ЗС РФ атакували Україну 119 дронами та ракетами: балістична ракета Іскандер-М/KN-23, керована авіаційна ракета Х-35, керована авіаційна ракета Х-31П. Збито 59 БпЛА. 45 локаційно втрачено. Внаслідок ударів у Києві, Харкові, Кривому Розі є постраждалі, в інших містах пошкоджено інфраструктуру. У Кривому Розі внаслідок ракетного удару постраждали 6 осіб. Також окупанти понад десяток разів обстріляли Нікопольський район на Дніпропетровщині.
У Київській області внаслідок нічної атаки пошкоджено два багатоквартирні та один приватний будинок, гаражне приміщення, три автомобілі, а також місцевий ринок. У Києві постраждала одна людина. Одеську область росіяни атакували ракетами та ударними безпілотниками. У Сумській області було завдано авіаційного удару по критичній інфраструктурі Роменського району, кілька населених пунктів було знеструмлено, електропостачання відновлюється. Інформації щодо постраждалих немає. Вранці росіяни завдали ракетного обстрілу по Запоріжжю 15 людей постраждало, в край тяжкому стані знаходиться сім осіб, 3 людини загинули. Понад 30 будинків пошкоджено.
Росіяни вбили чотирьох жителів Донеччини: двох у Мирнограді, одну людину в Кураховому та ще одну — в Новоукраїнці. Ще п'ятеро людей дістали поранення.
У Москві не заперечують інформацію щодо перекидання військових з Північної Кореї до Росії для подальшої війни в Україні.
Міністерство оборони США повідомило що, що в новому пакеті допомоги увійдуть боєприпаси для ракетних систем HIMARS; 155-мм і 105-мм артилерійські боєприпаси, а також 60-мм, 81-мм і 120-мм мінометні системи та снаряди до них; протитанкові ракети TOW і протитанкові комплекси Javelin і AT-4; бронетранспортери М113; супутникові засоби зв'язку, стрілецьку зброю та боєприпаси, гранати й навчальне обладнання, обладнання та боєприпаси для підривних робіт; обладнання для захисту критичної національної інфраструктури; запасні частини, допоміжне обладнання, послуги, навчання і транспортування. Президент Володимир Зеленський повідомив, що США виділять 800 мільйонів доларів для фінансування виробництва дронів в Україні.
Президент Зеленський провів ставку РНБО на якій розглянули питання масових липових інвалідностей, що були видані МСЕК.

### 22 жовтня
За добу ЗС РФ втратили 1350 солдатів, ЗСУ знищили 34 артсистеми, 71 дрон та 8 танків. За даними ISW, ЗС РФ просунулися в Курській області та поблизу Курахово та Вугладара.
Вночі українські безпілотники атакували два спиртзаводи у Тульській області, у Єфремові пролунали щонайменше два потужні вибухи, та спиртзаводу в селищі Лужковський Суворовського району.
В результаті атак російських безпілотників на житлові будинки в Сумській області загинули три людини, в тому числі одна дитина, з 60 БПЛА було збито принаймні 42.
Армія РФ скинула КАБ-250 на п'ятиповерхівку у Мирнограді на Донеччині, внаслідок чого одна людина загинула, двоє поранені.
З'явилися дані про підготовку двох підрозділів із військових із КНДР, їхню кількість оцінили в дві бригади по 6 тисяч людей. Північна Корея направила до Росії льотчиків, які мають навчитися керувати російськими бойовими літаками. Раніше один із південнокорейських чиновників заявив, що у вересні КНДР направила льотчиків до Владивостока перед відправкою своїх сухопутних військ на початку жовтня. КНДР також надала Росії 2,8 мільйона артилерійських снарядів і невідому кількість балістичних ракет в обмін на російську допомогу в уникненні санкцій і російську підтримку ядерного потенціалу, включаючи малу тактичну ядерну зброю і ракетні системи підводних човнів.
Уряд Великої Британії надав Україні 2,26 млрд фунтів з прибутків від заморожених російських активів у Європі. Додатково Велика Британія мала надати 120 млн фунтів у рамках Коаліції морських сил і засобів на підтримку ВМС України.
Європарламент схвалив пропозицію Єврокомісії надати Україні кредит у розмірі до 35 млрд євро, як внесок в ініціативу G7 з погашенням за рахунок доходів від заморожених російських активів.
Населення України скоротилося на 10 млн, причинами стали від'їзд біженців, падіння народжуваності і смертність внаслідок війни.

### 23 жовтня
За добу ЗСУ ліквідували 1460 росіян, з початку повномасштабної війни ЗС РФ втратили 683 тисячі військових. Росіяни вночі завдали удару по Україні 81 ударним БпЛА типу «Shahed» та безпілотниками невстановленого типу із напрямків Приморсько-Ахтарськ, Курськ — рф. Також противник атакував Одещину керованою авіаційною ракетою Х-31П із акваторії Чорного моря. Озвучено збиття 57 ворожих БпЛА ще 15 втратили керування.
В Кураховому Донецької області зруйновано будинок культури, де знаходився офіс Мар'їнської районної організації Українського Червоного Хреста. В Херсонській області ЗС РФ вдарили по об'єкту критичної інфраструктури.
Члени Координаційного штабу з питань проведення обов'язкової евакуації населення в умовах воєнного стану на черговому засіданні погодили проєкт наказу начальника Харківської ОВА та оголосили рішення про примусову евакуацію дітей з їхніми родинами із селища Борова.
Шість українських дітей разом зі своїми мамами повернулися з тимчасово окупованих територій Херсонської та Запорізької областей, а також АР Крим в межах ініціативи президента України BringKidsBack.
Росіяни вдарили по зупинці громадського транспорту у Дніпровському районі Херсона, а також атакували дронами кілька населених пунктів області, три жінки зазнали поранення.
Франція поставить Україні першу партію з трьох літаків Mirage 2000-5 у першому кварталі 2025 року. Вказано, що літаки будуть озброєні крилатими ракетами SСALP і бомбами AASM для виконання бойових завдань класу повітря-земля.
За даними Мінфіну США, G7 вирішила передати Україні кредит на $50 млрд до кінця 2024 року.

### 24 жовтня
За даними ISW, українські війська просунулися в Курській області, а також поблизу Торецька і Покровська, тоді як російські війська просунулися поблизу Кремінної і Сіверська. Міністерство оборони Великої Британії повідомило, що російські війська майже напевно увійшли в Селидове поблизу Покровська, яке є важливим українським логістичним центром, в центрі міста тривали бої. Селидове є останнім значним населеним пунктом на південному фланзі Покровська і останнім селом на дорозі Е50, що веде до міста. З початку жовтня темпи просування російських військ на шляху до Покровська значно сповільнилися, і вони залишаються на відстані близько 7 км від міста. Нещодавно російські війська перекинули свої сили на південну частину цієї осі, маючи на меті зайняти Селидове і частково оточити Покровськ.
Вночі росіяни атакували територію Україну чотирма ракетами та 50 дронами, збито 40 безпілотників, два — повернули у напрямку Росії та Білорусі, ракети не досягли цілей. Противник атакував Україну двома крилатими ракетами Х-22 із літаків Ту-22М3 над акваторією Чорного моря, двома керованими авіаційними ракетами Х-59 із повітряного простору Брянської області і 50 ударними БпЛА типу Shahed і безпілотниками невстановленого типу з напрямків Орел, Курськ і Крим. Внаслідок падіння уламків збитих російських безпілотників у Київській області пошкоджений трансформатор і вікна у будівлях двох підприємств.
Румунські ВПС відправили F-16 на перехоплення двох цілей, описаних як «найімовірніше, окремі безпілотники», які влетіли в повітряний простір Румунії поблизу Констанци і Тульчі, недалеко від кордону з Україною. Румунські радари втратили контакт з об'єктами до того, як їх вдалося перехопити.
Вночі українські безпілотники атакували мобільний радіолокаційний пункт 31-ї дивізії протиповітряної оборони Росії, що розташований неподалік села Оленівка. Один із дронів вибухнув, завдавши пошкоджень мобільній радіолокаційній станції російських військ.
Російські загарбники повторно вдарили по місту Старостянтинів у Хмельницькій області під час ліквідації наслідків першої атаки.
Унаслідок атаки росіян села Зелене Донецької області два чоловіки віком 58 і 65 років загинули, окупанти вбили 63-річну жінку в селі Даченське.
Росіяни обстріляли селище Велетенське на Херсонщині, поранений 62-річний чоловік. Росіяни завдали ударів по Покровській громаді Донеччини, внаслідок чого загинули троє людей.

### 25 жовтня

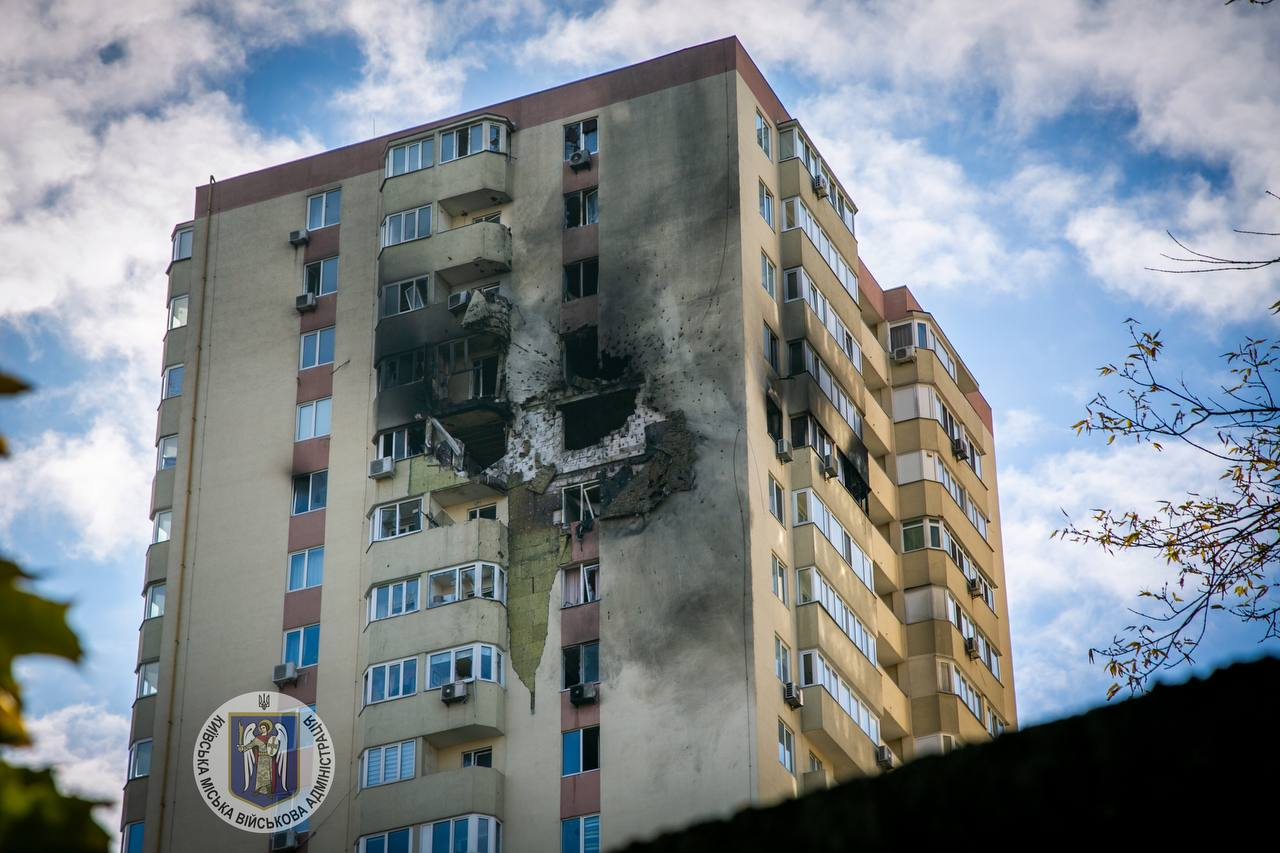
Будинок у Києві після влучання російського безпілотника

За добу ЗС РФ втратили 1630 солдатів, засіб ППО і понад 70 безпілотників. З перших днів вторгнення до Курської області ЗСУ ліквідували 6 662 російських солдатів, 10 446 були поранені і 711 потрапили в полон. Сирський відкинув заяви Путіна на саміті БРІКС про те, що 2 000 українських солдатів були відрізані в Курській області.
ЗСУ просунулися в районі села Борки в Курській області і звільнили території біля Часового Яру й Торецька. Російські війська просунулися під Сіверськом, Покровськом і повернули собі територію під Обухівкою в Курській області. Вночі сили безпілотних систем атакували зенітно-ракетний комплекс «Бук-М3» і знищили радіолокаційну станцію 9С36 «Бук-М2» в окупованій Луганській області, за десятки кілометрів від лінії фронту.
Вночі дрон вдарив по будинку в Солом'янському районі Києва, загинула дівчинка 2009 року народження, ще 5 людей зазнали поранень.
Українська розвідка повідомила, що Росія планує призначити одного перекладача на кожні 30 військових із КНДР для координації з російськими військами. За даними ГУР, у перехоплених розмовах російська армія називала північнокорейських солдатів «батальйоном К». Окрім перекладача, до кожної групи будуть прикріплені три російські солдати. Кількість перекинутих в РФ північнокорейських військових становила 12 тисяч осіб. Серед них — 500 офіцерів, зокрема три пхеньянські генерали.
В розвідці Естонії заявили, що ЗС РФ протягом жовтня 2024 року могли втратити 40 000 солдатів. Жовтень був одним із місяців, коли Росія зазнала найбільших втрат. Російська армія продовжувала наступати на лінії фронту, і тоді атаки були зосереджені навколо Зеленого та Курахового в Покровському районі Донецької області.

### 26 жовтня
За даними ISW, російські війська просунулися у Глушковському районі Курської області, а також поблизу Покровська і Вугладара. ЗС РФ продовжували відправляти військових фахівців для штурмових операцій і несло непотрібні втрати, імовірно, для централізації контролю над російськими військами і підтримки темпів російських наступальних дій по всій лінії фронту. Вночі на території України виявлено 98 засобів повітряного нападу: 3 балістичних ракети Іскандер-М/KN-23, 2 ракети Х-59, 2 ракети невстановленого типу. 91 БпЛА різного типу.
Ракетами ворог вдарив по об'єктах цивільної інфраструктури Сумщини та Дніпра, збито 44 БпЛА, загинули 5 людей, 21 поранено, серед них підліток у важкому стані. Пошкоджено понад 20 багатоповерхівок та лікарню.
В Київській області виникли пожежі внаслідок атаки російських дронів. Постраждала дитина, повідомила ДСНС. У Бориспільському районі було пошкоджено приватний житловий будинок, гараж, у двоповерховому гуртожитку вибиті вікна. Постраждала дитина 2011 року народження. В Обухівському районі спалахнула пожежу на даху будинку.
В селі Радькове Чугуївського району внаслідок обстрілу загинув 65-річний чоловік. Окупанти також атакували Харківський, Ізюмський райони та Куп'янськ, пошкодивши житлові будинки.
В вечері в Кіровській області Росії розбився вертоліт Мі-2 з чотирма медиками на борту. У Рязані сталися вибухи та пожежа на НПЗ.
Концерн Rheinmetall побудує в Україні загалом чотири заводи з виробництва зброї. Один із них вже працює, як повідомив директор Rheinmetall Армін Паппергер.

### 27 жовтня
Вночі армія РФ запустила по Україні 80 ударних дронів типу «Shahed» та іншого виду. У результаті протиповітряного бою українська ППО знищила 41 безпілотник у десятьох областях України, 32 російських безпілотники були локаційно втрачені, а ще один полетів у напрямку Білорусі. Під ударом опинилися енергооб'єкти у Роменському районі Сумської області.
Вночі росіяни завдали авіаційного удару по будинку Холодногірського району Харкова. Влучання відбулося між 8 та 9 поверхом, сім людей зазнали травмувань. Трохи пізніше ворог завдав ще ударів по Шевченківському, Салтівському міста Харкова, а також по місту Чугуєву Харківської області, де також постраждало 14 осіб.
ЗСУ продовжили утримувати всі панівні висоти біля Левадного в Запорізькій області і намагаються відновити свої позиції.
За даними ISW, економіка і військові зусилля Росії перебувають під зростаючим навантаженням, що в довгостроковій перспективі буде створювати серйозніші проблеми для президента Путіна. ЗСУ просунулися в Курській області на схід від Коренево і на схід від Суджі, а російські — на північний схід від Суджі. ЗСУ наступали на південний схід від Коренево в районі Зеленого Шляху, Новоіванівки, Дар'їного, Нижнього Клину, Погребок і Ніколаєво-Дар'їного; і на південний схід від Суджі в районі Пльохово. ЗС РФ штурмували в Курській області, ЗСУ знищили і взяли в полон окупантів.
Російські військові захопили центр Селидового.

### 28 жовтня
С РФ здійснили незначне просування поблизу Куп'янська, на південний схід від Покровська та на південний захід від Донецька, на північ від Селидового і до центру села Вишневе та під Часовим Яром. ЗСУ просунулися під Кореневим і Суджею, ворог тисне в Селидового і Вугледара.
Війська РФ обстріляли по центру Херсона, загинули двоє людей. Четверо жителів отримали поранення, серед постраждалих 13-річний хлопчик.
Вночі противник застосував 100 ударних БпЛА типу «Shahed» та безпілотників невстановленого типу. Підтверджено збиття 66 ворожих БпЛА. 24 безпілотники локаційно втрачено, 4 полетіли у напрямку РФ та Білорусі. Вночі росіяни завдали удару «Shahed» по енергетичних об'єктах критичної інфраструктури Конотопського району Сумської області. На Краматорському напрямку ЗСУ знищили радіолокаційну станцію "Гармонь-М".
У Воронезькій області Росії заявили про атаку безпілотників. Пошкоджень зазнали два промислових підприємства Етанол-Спирт у Новохоперському районі Воронезької області за 200 км від кордону з Україною, та у Аннинському районі, поранено 2 працівників.
Ввечері росіяни завдали ракетного удару по Кривому Рогу 14 осіб поранено, одна людина загинула.
Внаслідок нічного удару РФ по Харкову загинули 4 людини, серед них двоє молодих чоловіків та дві літні жінки. Зруйновано три приватні будинки, пошкоджено 17 житлових будівель та 6 автомобілів. Близько 2:50 при повторному ударі по Харкову застосували проти мирного населення ФАБ-500 з УМПК. Удар рф, за даними голови Харківської ОВА Олега Синєгубова, КАБом прийшовся по Основ'янському району міста.
Генеральний секретар НАТО Марк Рютте підтвердив присутність північнокорейських військ у Росії та задіяння їх підрозділів у боях у Курській області. «Сьогодні я можу підтвердити, що північнокорейські військові були відправлені у Росію і північнокорейські підрозділи задіяні у Курській області… Це значна ескалація в триваючій залученості КНДР у протиправну війну Росії. Це ще одне порушення Резолюції Радбезу ООН. По-третє, це небезпечне розширення війни РФ», — заявив Рютте.
Норвегія виділить Україні новий пакет допомоги вартістю 500 млн євро. Понад половини цієї суми — військова допомога. Про це  на прес-конференції з учасниками саміту Україна — Північна Європа заявив прем'єр-міністр Норвегії Йонас Гар Стере.
Президент Віола Амхерд заявила, що виступає за зняття обмежень на реекспорт зброї швейцарського виробництва до третіх країн, зокрема до України, які, на її думку, завдають шкоди швейцарській збройовій промисловості.
Німецький Фонд Фрідріха Науманна за свободу повідомив, що КНДР поставила до Росії зброї на $5,5 млрд.

### 29 жовтня
Вночі російські війська завдали масованого повітряного удару по території України. Сили протиповітряної оборони збили 26 з 48 ворожих дронів. З території окупованого Криму ворог випустив балістичну ракету Іскандер-М по Кривому Рогу, а також атакував 48-ма ударними дронами типу Shahed та іншими безпілотниками невідомого типу з напрямків Орла та Курська. В Києві уламки від них впали в Солом'янському та Святошинському районах міста, що спричинило низку пошкоджень і пожеж, одну людину було госпіталізовано.
Війська РФ вночі атакували житлову забудову у Станіславі Херсонської області Внаслідок обстрілу постраждали двоє дорослих і двоє дітей. Росіяни атакували дроном швидку допомогу в Антонівці Херсонської області, загинув лікар.
Вдень у окупованому Луганську пролунали вибухи. У Росії в сибірському Мегіоні сталася пожежа у будівлі місцевої адміністрації. У Чечні дрони атакували університет спецназу Кадирова.
Верховна Рада підтримала продовження дії воєнного стану й загальної мобілізації в Україні на 90 днів. Було оголошено про плани призвати до Сил оборони України 160 тисяч осіб.
Швеція виділяє €63 млн на військову допомогу Україні зі своїх попередніх пакетів підтримки. З цих грошей €20 мільйонів спрямують на закупівлі оборонного обладнання українського виробництва.
Хорватія планує передати Україні 30 танків типу М-84 та 30 БМП М-80. Замість них країна закупить у Німеччини 50 нових танків Leopard 2A8.

### 30 жовтня
За добу ЗСУ ліквідували 1560 солдатів ЗС РФ, знищили 40 дронів та 91 одиницю автомобільної техніки. Вночі ворог завдав удару ракетою невстановленого типу по приватному сектору на Сумщині і атакував 62 ударними БпЛА. За добу сталося 175 боїв, половина з них відбулась на Покровському та Курахівському напрямках.
Тактична авіація постійно завдає ударів КАБами по прифронтовій території на Сумському, Харківському та Донецькому напрямках. Підтверджено збиття 33 БпЛА, 25 локаційно втрачено. Внаслідок атаки безпілотника сталось загоряння на другому та третьому поверхах дев'ятиповерхівки в Солом'янському районі Києва, постраждало 9 осіб.
Вночі та зранку росіяни здійснили 16 обстрілів прикордонних територій та населених пунктів Сумської області. Зафіксовано 31 вибух. Обстрілів зазнали Хотінська, Юнаківська, Миропільська, Андріяшівська громади, дві людини зазнали поранень.
Близько трьох тисяч північнокорейських військових привезли до Курської області та розмістили приблизно за 50 км від українського кордону.
Контррозвідка СБУ затримала 72-річного науковця-механіка з Харкова, який працював на військово-промисловий комплекс рф. Він розробляв креслення для удосконалення дронів «Shahed», зокрема займався модернізацією двигунів.
Вночі російські війська завдали удару по Харкову, ЗС РФ поцілили у багатоповерхівку у Салтівському районі. Дві людини загинули, 31 людина зазнали поранень. Внаслідок російського удару по Дніпру поранено 14-річного підлітка.

### 31 жовтня
За добу ЗСУ ліквідували 1310 росіян, з початку повномасштабної війни знищено понад 18 000 дронів та 20 000 артсистем противника. На фронтах відбулося 150 бойових зіткнень, найбільша кількість на Курахівському, Покровському та Лиманському напрямках.
Вночі ворог атакував міст через Білгород-Дністровський лиман у Затоці на Одещині. Випущено дві балістичні ракети Іскандер-М/KN-23 із Криму та вісім керованих авіаційних ракет Х-59/69 із літаків тактичної авіації над акваторією Чорного моря. Також окупанти завдали удару двома балістичними ракетами Іскандер-М/KN-23 по Краматорську. Також ворог атакував 43-ма ударними БпЛА Окрім двох збитих ракет Х-59/69 увечері на Одещині, станом на 08.00 підтверджено збиття 17 БпЛА. 23 безпілотники локаційно втрачено, ще три російські вийшли з підконтрольного повітряного простору у напрямку РФ та тимчасово окупованої території України.
ЗС РФ окупували Селидове. ЗС РФ просунулися в Курській області РФ, на схід від Куп'янська, на південний схід від Часового Яру, у напрямку Покровська, Курахового та в районі кордону Донецької та Запорізької областей.
Міністр оборони США Ллойд Остін та очільник оборонного відомства Південної Кореї Кім Йонг Хьон закликали Кремль «змінити курс», а очільника КНДР Кім Чен Ина — вивести війська КНДР, які були перекинуті на територію Росії. Україна домовилася з НАТО про відправку до Польщі літаків альянсу, щоб Варшава передала Києву старі винищувачі МіГ-29, але Польща цього не зробила.
Про події наступного місяця — див. у статті Хронологія російського вторгнення в Україну (листопад 2024).